# Fondet de la Senieta
El Fondet de la Senieta és un aiguamoll costaner situat a la partida de l'Altet al Camp d'Elx. Este xicotet aiguamoll costaner, d'una extensió aproximada de 90 hectàrees, es troba molt degradat en el seu sector occidental a causa abocaments indiscriminats d'enderrocs i per la pressió urbanística, mentre que el seu sector oriental, el més proper a les dunes, presenta millors condicions per la seua recuperació ambiental tot i ser objecte de rompudes periòdiques.
Inclou diversos elements d'internes etnològic dels segles XV i XVI: la Torre de la Senieta, la sínia (que dona nom al paratge) i la mina d'aigua.

## Orografia
Es tracta d'una depressió de caràcter endorreic, tancada al nord per l'anticlinal de l'Altet, al sud per les llomes del Carabassí i a llevant per les dunes de l'Altet, que recull les aigües superficials que no tenen sortida directa al mar.

## Flora
El Fondet compta amb una coberta vegetal important, on destaca la vegetació singular de saladar, on podem trobar espècies vegetals com ara, quenopodiàcies (Salat blanc, Sosa alacranera (Sarcocornia fruticosa), jonc, tamarius, limònium, carris o Senill. Etc.

## Fauna
Destaca la gran diversitat d'aus albirades en diferents èpoques de l'any, com la camallarga, corriol, Territ becllarg, Valona, becadell comú, xarxet comú, Ànec cullerot comú, ànec cuallarga, ànec blanc, flamenc, xoriguer comú, cotxa blava, grasset de muntanya, Àguila peixatera, cueta blanca, picot verd, gralla, entre altres aus migratòries i nidificats que troben recer en aquesta zona humida. A més de les aus, trobem en ell gran varietat d'insectes, amfibis i rèptils de gran interés.

## Senia i bassa del Fondet

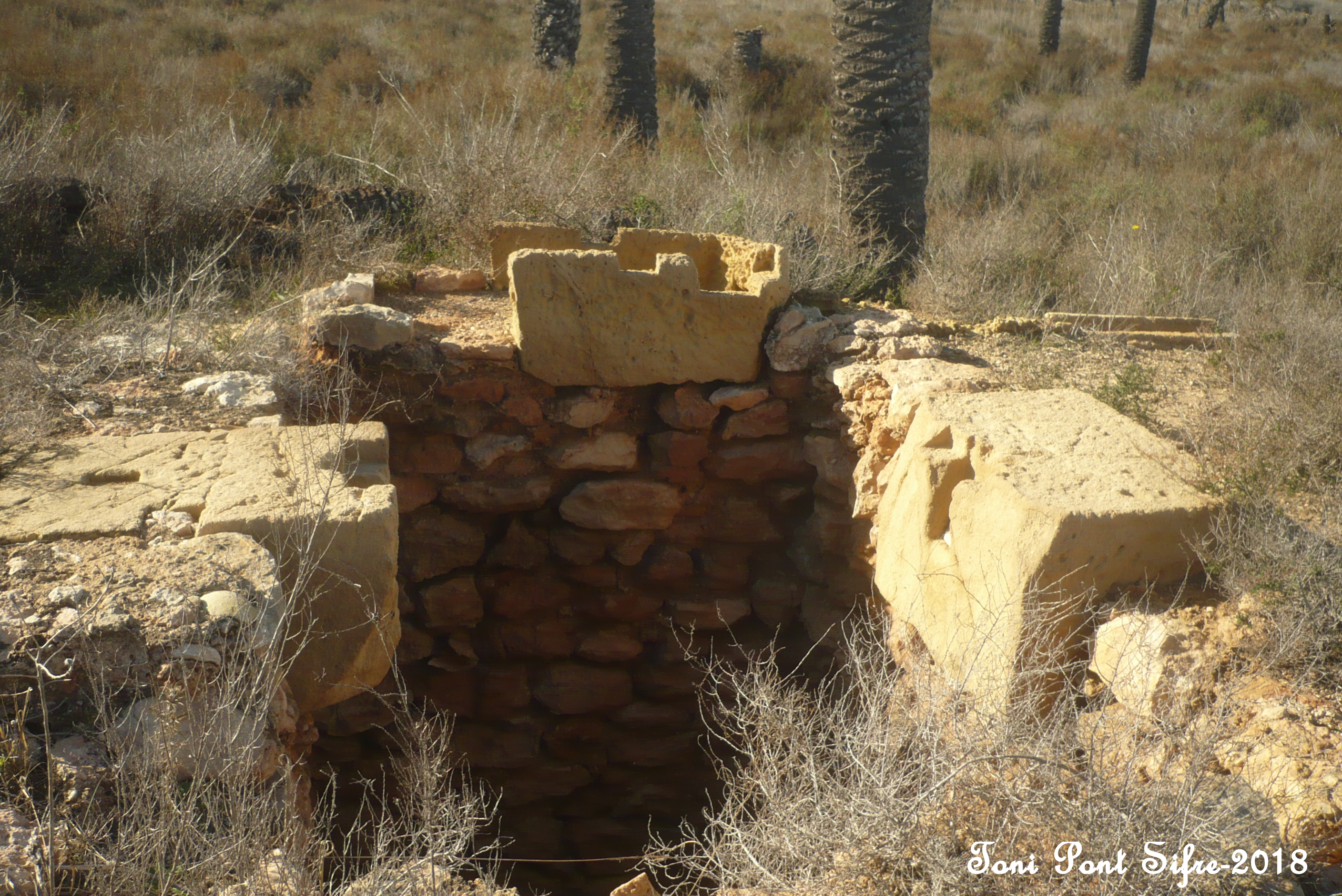
Senia (pou, carreaus i pileta).

Les restes d'aquesta sínia consisteixen en una plataforma de planta circular que envoltava el pou, amb una alçada del mur de maçoneria que la delimita d'1,30 m. A la part superior hi ha dos grans carreus on es van llaurar els buits on s'assentava l'eix de la sínia, hi ha un tercer carreu per a la instal·lació de part de l'artefacte i un canal, molt degradat per l'erosió, al qual s'abocava l'aigua extreta del pou. La forma circular de la plataforma del pou permetia el gir al voltant de la sínia d'un animal de tir, transmetent el moviment a la roda vertical connectada amb la corretja de catúfols, o un altre tipus de recipients.

## Mina de la Senieta

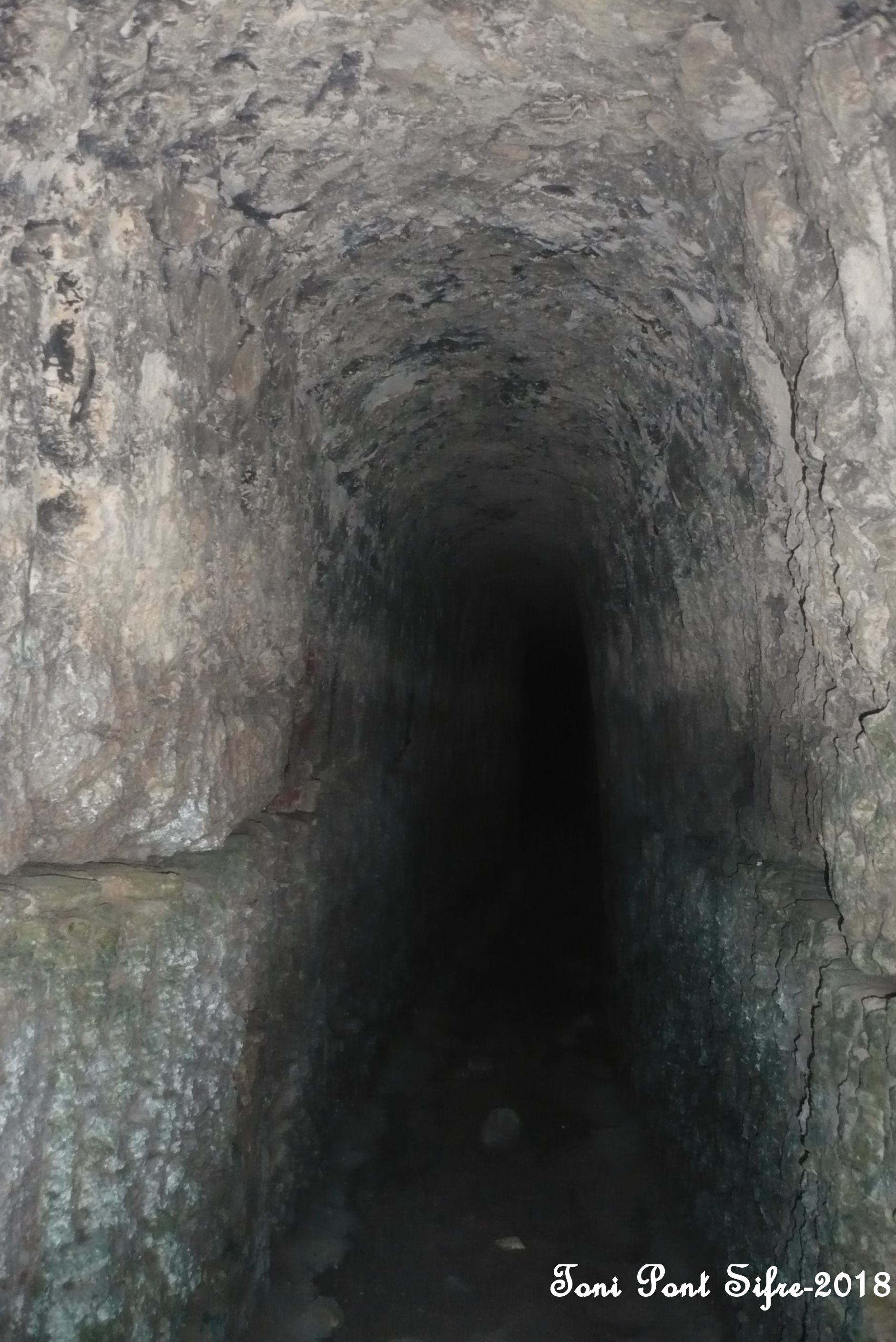
Minat de la Senieta

Excavada a la dècada de 1920 per a donar sortida a les aigües que negaven els camps de la Senieta. Comença aquest minat en les proximitats de la carretera dels Arenals del Sol, trobant-se un canal format per murs laterals de maçoneria obrada que ha estat ocupat per una conducció actual de tubs de formigó.
A la vora de la platja de l'Altet es troben una sèrie de roques disposades per millorar l'evacuació de les aigües al mar, La boca del minat, situada a la mateixa platja, es troba tancada amb barrots de ferro.

## Torre de la Senieta

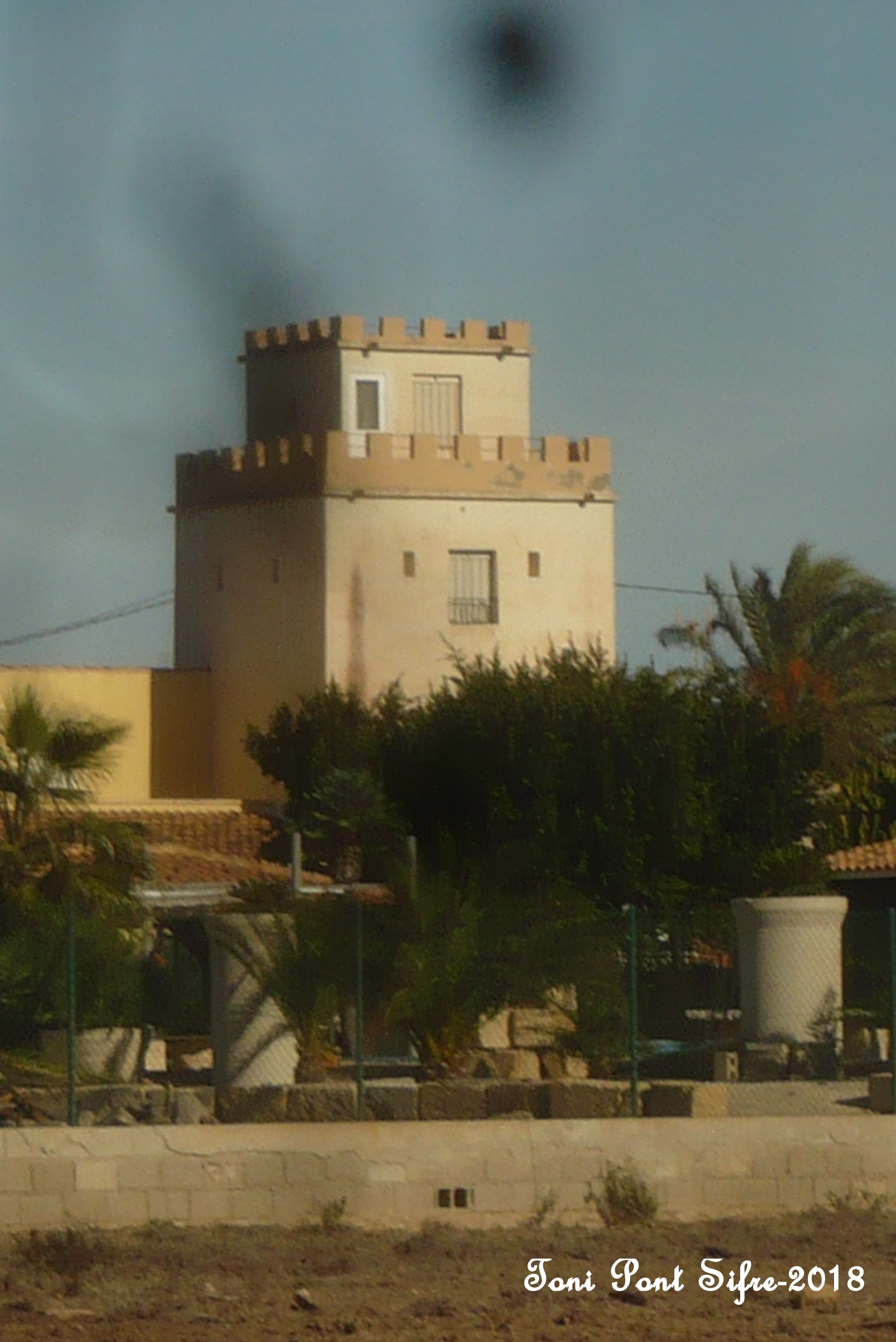
Torre de la Senieta

De planta quadrada, distribuïda en planta baixa i dos pisos. Construïda de tapiera i maçoneria i adossada a un habitatge. Va ser remodelada en els anys 1980, afegint-li una xicoteta torreta a la terrassa.
Edificada al segle xvi, a la vora de l'antic camí d'Alacant a Santa Pola, comptava amb una garita que va desaparéixer en ser restaurada la torre. L'estat de conservació del conjunt és molt bo, tot i que ha perdut molts dels elements defensius originals recients.